# Macario di Corinto
Macario di Corinto (Μακάριος Κορίνθου, noto anche come Makarios; nato col nome di Michele Notaras (Μιχαὴλ Νοταρᾶς; 1731 – 1805) è stato un vescovo, scrittore e mistico greco della Chiesa ortodossa. È un santo venerato dalla stessa Chiesa ortodossa, che celebra la sua festa il 17 aprile.
È noto soprattutto per aver collaborato con Nicodemo l'Agiorita alla stesura dei cinque tomi della Filocalia, che furono pubblicati per la prima volta a Venezia nel 1782.
Metropolita di Corinto dal 1765 al 1769, fu uno dei fondatori dell'esicasmo e sostenne la Chiesa ortodossa durante la dominazione ottomana.